# Rodney Newton
Rodney Stephen Newton (Birmingham, 31 juli 1945) is een Brits componist, muziekpedagoog, dirigent, slagwerker en muziekuitgever.

## Levensloop
Newton studeerde compositie, orkestdirectie, muziektheorie en slagwerk aan de Birmingham School of Music, nu: Royal Conservatory of Music Birmingham te Birmingham. Nadat hij zijn diploma's behaald had werd hij slagwerker bij verschillende vooraanstaande orkesten (BBC TRG Orchestra 1967-1970; English National Opera Orchestra 1974-1985; London Symphony Orchestra). Zijn studies voltooide hij aan de Universiteit van Salford en promoveerde aldaar tot Ph.D. (Philosophiæ Doctor).
Newton was van 1979 tot 1982 verantwoordelijke manager voor het verkoop bij "United Music Publishers". Van 1988 tot 2010 was hij muziek consulent van de London Film School.
Newton was als docent voor filmmuziek compositie verbonden aan het London College of Music te Londen (1997-2000) en eveneens voor compositie en orkestratie van 1995 tot 1997. Aan de Royal Academy of Music in Londen doceerde hij filmmuziek compositie van 1995 tot 1998. Een bepaalde tijd was hij ook dirigent van diverse film- en televisieorkesten.
Vanaf het begin van de jaren 1990 werd hij betrokken bij de wereld van de Britse brassbands en harmonieorkesten (Wind Bands). Van 1997 tot 2004 was hij arrangeur en coördinator voor lichte of amusementsmuziek bij de Williams Fairey Engineering Brass Band. In 2004 en 2005 was hij huiscomponist aldaar en adviseur bij de Cory Brass Band. Sinds 2007 vervult hij deze functie ook bij de "Regimental Band of H.M. Coldstream Guards".
Hij was van 2001 tot 2010 als uitgever bezig bij het Britse magazine British Bandsman en is vanaf 2006 uitgever bij de muziekuitgeverij "Prima Vista Musikk".
Als componist is hij eveneens succesrijk en schreef tot nu (2011) 14 symfonieën, 5 strijkkwartetten, een concert voor dwarsfluit en orkest, een concert voor eufonium en orkest en een tuba concert, talrijke werken voor brassband en harmonieorkest, vocale muziek, kamermuziek en filmmuziek. Een aantal van zijn werken werd op cd opgenomen door solisten als David Childs (eufonium), James Gourley (tuba) en Brett Baker. Newton is lid van de British Academy of Composers, Songwriters and Authors en de Knights of St Columba.

## Composities

### Werken voor orkest
- 1990 rev.2002 Capriccio, voor tuba en orkest
- Concert, voor dwarsfluit en orkest

### Werken voor harmonieorkest en brassband
- 1997 Four Spanish Impressions, voor brassband
  1. Seville
  2. Xativa
  3. Tarragona
  4. Santiago de Compostella
- 1998 Dmitri, voor flügelhorn solo en brassband
- 1998 Gaudete, voor brassband
- 1998 Dick Turpin's Ride to York, voor trombone solo en brassband
- 1999 Baritone Aria, voor bariton (of eufonium) en brassband
- 1999 Caelidh (Ceilidh), voor eufonium solo en brassband
- 2002 Capriccio, voor tuba en brassband (of: harmonieorkest) (geschreven voor James Gourlay)[1]
- 2003 The King of Elfland's Daughter, voor brassband (verplicht werk in de 1e afdeling tijdens de Nationale brassband kampioenschappen in Harrogate in september 2004)
- 2003 The Pilgrim's Progress, voor brassband
- 2004 Concertino, voor eufonium solo en brassband
- 2004 Echoes of the East, voor brassband
  1. Aubade
  2. Village Wedding
  3. Twilight Romance
  4. Gypsy Festival
- 2006 Serenade, voor sopraankornet in es en brassband
- 2007 Fugitive, voor Es hoorn solo en brassband
- 2007 Swansea Bay March, voor brassband
- 2007 Four Cities Symphony, voor brassband (verplicht werk in de 4e afdeling tijdens de regionale brassband kampioenschappen in Engeland 2008)[2]
  1. London
  2. Paris
  3. Rome
  4. Moscow
- 2009 Bratton Silver March, voor brassband (In memoriam Graham Smith)
- 2009 Fantasia on a Lancashire Hymn Tune, voor brassband
- 2009 King Solomon's Mines, voor brassband
- A Tallis Fanfare, voor brassband A Tallis Fanfare door Brassband De Wâldsang Buitenpost o.l.v. Bienze IJlstra
- Cavatina, voor kornet solo en brassband
- Five Greek Sketches, voor brassband
  1. Athens – The Acropolis
  2. Khalkis – The Ships
  3. Olympia – The Games
  4. Delphi
  5. Pentelikon
- Heroes and Warriors, voor brassband
- Millennium Concerto, voor tuba solo en brassband (of: harmonieorkest)
  1. Into the Unknown: Lento
  2. Hazards: Allegro agitato
  3. Reflections: Adagio ma con moto
  4. Into the Light: Allegro con brio
- Pacific 202, voor brassband
- Phantasm, voor brassband
- Prince Bishops, voor brassband
  1. Aldhun – The First Bishop
  2. Walcher – His Death and The Siege of Durham Castle
  3. Robert De Insula – A Merry Monk
  4. Cuthbert Tunstall – The End of An Age
- Seascapes, voor brassband
- Skeletonality, voor xylofoon solo en brassband
- Tenor Toccata, voor tenorhoorn en brassband
- The Defenders, voor brassband
- The Irish Washerwoman, voor brassband
- Twm Siôn Cati, voor eufonium solo en brassband
- Variations for Percussion, voor slagwerk solo en brassband (opgedragen aan: Evelyn Glennie)
- World Tour, voor brassband
- Ye Banks and Braes, voor brassband

### Vocale muziek

#### Werken voor koor
- Hyfrydol, voor mannenkoor en brassband

### Kamermuziek
- 2003 Sonata Brevis, voor eufonium en piano
- 2008 Flourish, voor trombone en piano (gecomponeerd voor Stephen Sykes)
- The Riders of Rohan, voor eufonium en piano
- Three Places in Old England, voor koperkwartet[3]
  1. Warwick Castle
  2. Stratford-upon-Avon
  3. Cannock Chase

### Filmmuziek
- The Pyrates
- The Watch House (voor BBC tv)
- Lucinda Lambton's A-Z of Britain (voor de BBC tv)
- Theatre of Paint
- Change at Clapham Junction

## Media
1. ↑  Capriccio, voor tuba en brassband door Perry Hoogendijk (tuba) en Veluwe Brass Amersfoort o.l.v. Kees Kramer
2. ↑  Four Cities Symphony
3. ↑  Three Places in Old England door Princeton Brass Quartet

- Gemeinsame Normdatei: 135063183
- International Standard Name Identifier: 0000 0000 7255 146X
- Library of Congress Control Number: n80143578
- MusicBrainz: d8f941d1-1f88-4b2b-8173-0ee44d7f0d24
- Nationale Bibliotheek van Israël: 987007319792805171
- Virtual International Authority File: 69354901
- WorldCat: E39PBJyt4MdqJQ8Pbr9Q6VvWDq